# Лапино (Волоколамский район)
Лапино — деревня в Волоколамском районе Московской области России. Входит в состав сельского поселения Осташёвское. Население — 7 чел. (2010).

## География
Деревня Лапино расположена на западе Московской области, в юго-западной части Волоколамского района, примерно в 22 км к юго-западу от города Волоколамска. Ближайшие населённые пункты — деревни Княжево и Терехово.

## Население
| 1852 | 1859 | 1926 | 2002 | 2006 | 2010 |
| ---- | ---- | ---- | ---- | ---- | ---- |
| 153  | ↘147 | ↘126 | ↘11  | ↗12  | ↘7   |

## История
В «Списке населённых мест» 1862 года Лапино — владельческая деревня 2-го стана Можайского уезда Московской губернии по правую сторону Волоколамского тракта из города Можайска, в 41 версте от уездного города, при пруде, с 18 дворами и 147 жителями (74 мужчины, 73 женщины).
По данным 1890 года деревня входила в состав Осташёвской волости Можайского уезда, число душ мужского пола, включая души соседней деревни Княжево, составляло 170 человек.
В 1913 году — 42 двора.
1917—1929 гг. — деревня Осташёвской волости Волоколамского уезда.
По материалам Всесоюзной переписи 1926 года — деревня Княжевского сельсовета Осташёвской волости Волоколамского уезда, проживало 126 жителей (54 мужчины, 72 женщины), насчитывалось 30 крестьянских хозяйств.
С 1929 года — населённый пункт в составе Волоколамского района Московского округа Московской области. Постановлением ЦИК и СНК от 23 июля 1930 года округа как административно-территориальные единицы были ликвидированы.
1929—1939 гг. — деревня Княжевского сельсовета Волоколамского района.
1939—1954 гг. — деревня Княжевского сельсовета Осташёвского района.
1954—1957 гг. — деревня Тереховского сельсовета Осташёвского района.
1957—1963 гг. — деревня Тереховского сельсовета Волоколамского района.
1963—1965 гг. — деревня Тереховского сельсовета Волоколамского укрупнённого сельского района.
1965—1973 гг. — деревня Тереховского сельсовета Волоколамского района.
1973—1994 гг. — деревня Осташёвского сельсовета Волоколамского района.
В 1994 году Московской областной думой было утверждено положение о местном самоуправлении в Московской области, сельские советы как административно-территориальные единицы были преобразованы в сельские округа.
1994—2006 гг. — деревня Осташёвского сельского округа Волоколамского района.
С 2006 года — деревня сельского поселения Осташёвское Волоколамского муниципального района Московской области.